# Opius uttoisimilis
Opius uttoisimilis är en stekelart som beskrevs av Fischer 1999. Opius uttoisimilis ingår i släktet Opius och familjen bracksteklar. Inga underarter finns listade i Catalogue of Life.